# Klub Turystów Łódź
Der Klub Turystów Łódź war ein deutscher und nach dem Ersten Weltkrieg ein polnischer Sportverein aus Łódź.

## Geschichte
Der Verein wurde 1895 von der deutschen Minderheit in der damals im Russischen Reich gelegenen Stadt Łódź als Touring Club Łódź gegründet. Von 1911 bis 1918 spielte der deutsche Verein um die Łódźer Meisterschaft mit. Im Jahre 1921 wurde der Verein unter dem polnischen Namen Klub Turystów Łódź reaktiviert. Bis 1926 spielte der Verein in der Łódź A-Klasse. Nach dem Gewinn der A-Klasse in der Saison 1926 spielte Klub Turystów Łódź um die polnische Meisterschaft, scheiterte jedoch in der Gruppenphase. Im Jahre 1927 gehörte der Verein zu den Gründungsmitgliedern der polnischen Ekstraklasa, aus der man 1929 abstieg. 1932 fusionierte man mit einem anderen ehemaligen Verein der deutschen Minderheit, Union Łódź zu  Union-Touring Łódź.